# Atwima Mponua
Le district d’Atwima Mponua est l’un des 21 districts de la Région d'Ashanti né de la scission qui donna naissance au district d’Atwima